# لارس تيت
لارس تيت (بالإنجليزية: Lars Tate)‏ هو لاعب كرة قدم أمريكية أمريكي، ولد في 2 فبراير 1966 في إنديانابوليس في الولايات المتحدة.

## وصلات خارجية
- لارس تيت على موقع مرجع كرة القدم المحترفة.كوم (الإنجليزية)